# Prüfungsordnung (Deutschland)
Eine Prüfungsordnung legt in Deutschland die Rahmenbedingungen für eine Prüfung fest. Prüfungsordnungen sind Teil des Prüfungsrechts.

## Berufliche Bildung
Die Prüfungen im Rahmen einer Berufsausbildung werden von einer Prüfungsordnung nach dem Berufsbildungsgesetz geregelt.

## Hochschulen
Für Prüfungen an Hochschulen erlassen diese eigene Prüfungsordnungen. Aufbau und Inhalte des Studiums sind teilweise separat in einer Studienordnung geregelt, die auf ein Modulhandbuch verweisen kann.
Prüfungsordnungen regeln meist
- die Studienziele,
- den Studienablauf,
- den zu verleihenden akademischen Grad,
- die Zugangsvoraussetzungen,
- die Regelstudienzeit,
- die Anrechnung von Studienzeiten, Studienleistungen, Prüfungsleistungen sowie Einstufung in höhere Fachsemester,
- den Prüfungsablauf,
- die Prüfungstermine und Anmeldefristen,
- die Regelungen zu Versäumnis, Rücktritt, Täuschung,
- die Bewertung von Prüfungsleistungen und Bildung der Noten,
- die Prüfungsformen und
- Wiederholungsmöglichkeiten der Prüfungen.

Für die Verwaltung der Prüfungen ist meist ein Prüfungsamt zuständig.